# Komet Bradfield
Komet Bradfield  ali C/2004 F4  je dolgoperiodični komet, ki ga je 23. marca 2004 odkril novozelandsko-avstralski ljubiteljski astronom William Ashley Bradfield.

## Odkritje
Komet je odkril 76-letni Bradfield. Odkril ga je v Avstraliji. To je bil njegov 18. odkriti komet.

## Značilnosti
Komet obkroža Sonce po izredno podolgovatem eliptičnem tiru. V prisončju je bil 17. aprila 2004. Odsončje se nahaja na oddaljenosti okoli 500 a.e. od Sonca. Tir je za približno 63° nagnjena proti ekliptiki. Komet se bo vrnil v notranji del Osončja čez približno 3700 let. Komet je kmalu po odkritju hitro pridobival na svetlosti. Tako je bil 12. aprila viden celo s prostim očesom. Od 15. do 20. aprila ga je opazoval tudi vesoljski daljnogled SOHO. Hitrost kometa v prisončju je bila 102,8 km/s.